# Wedelia fruticosa
Espèce
Synonymes
- Anomostephium buphthalmoides DC.[1] [2]
- Buphthalmum asperrimum Spreng.[1] [2]
- Seruneum frutescens var. calycinum (Rich.) Kuntze[2]
- Seruneum scaberrimum (Benth.) Kuntze[1] [2]
- Stemmodontia calycina (L.C. Rich.) O.E. Schulz[3]
- Stemmodontia calycina O.E.Schulz[1] [2]
- Stemmodontia caracasana (DC.) J.R.Johnst.[2]
- Wedelia calycina L.C. Rich.[3]
- Wedelia calycina Rich.[1] [2]
- Wedelia caracasana DC.[2]
- Wedelia frutescens Jacq.[1] [2]
- Wedelia inconstans D'Arcy[1]
- Wedelia jacquinii subsp. calycina (Rich.) Stehlé[2]
- Wedelia jacquinii subsp. caracasana (DC.) Stehlé[2]
- Wedelia jacquinii var. calycina (Rich.) O.E.Schulz[2]
- Wedelia jacquinii var. caracasana (DC.)[2]
- Wedelia jacquinii O.E.Schulz[1] [2]
- Wedelia jacquinii Rich.[2]
- Wedelia parviflora Rich.[1]
- Wedelia pulchella Kunth[2]
- Wedelia scaberrima Benth.[1] [2]
- Zexmenia caracasana (DC.) Benth. & Hook.f. ex B.D.Jacks.[2]

Wedelia fruticosa ou fructicosa est une espèce de plantes à fleurs de la famille des Astéracées.

## Synonymes
- Seruneum scaberrimum (Benth.) Kuntze
- Wedelia calycina  Rich.
- Wedelia jacquinii var. calycina (Rich.) O.E. Schulz
- Wedelia jacquinii var. caracasana (DC.) O.E. Schulz
- Wedelia jacquinii var. parviflora (Rich.) O.E. Schulz
- Wedelia pulchella Kunth
- Wedelia frutescens Jacq[4]

## Description
- Plante vivace par le bas, à branches herbacées, haut de 1 à 2 m, rarement plus, droit ou tortueux, peu ou fortement branchu, à branches et jeune tige médulleuses, garnies de soies courtes et rudes.
- Feuilles pétiolées, ovales elliptiques, acuminées, sérretées, très scabres-hispides.
- Capitules jaunes solitaires ou géminés , terminaux[4].

## Répartition
Fréquent dans les endroits secs des mornes inférieurs ou dans les falaises et les sables du bord de mer, dans les Antilles en Amérique centrale.
Il est présent en Martinique mais ne le serait pas en Guadeloupe.